# Эйтавичюс, Андрюс
Андрюс Линас Казимерас Эйтавичюс (лит. Andrius Linas Kazimieras Eitavicius), по американскому паспорту Эндрю Эйва (англ. Andrew Eiva, родился 26 октября 1948 года в Бонне) — американский военный литовского происхождения, капитан Сил специальных операций Армии США, в годы Афганской войны являвшийся инструктором моджахедов и добивавшийся поставки тяжёлого вооружения афганским боевикам. Во время Перестройки являлся консультантом департамента охраны края Литвы по вопросам обучения партизанской войне.

## Биография

### Ранние годы
Родился 26 октября 1948 года в Бонне в лагере беженцев. Католик по вероисповеданию. Родители бежали из Литвы в 1944 году и осели в Бонне за год до рождения Андрюса. Дед по материнской линии — Казис Ладига, генерал вооружённых сил Литовской Республики, участвовал в Первой мировой войне и в войне за независимость Литвы, в 1925—1927 годах был начальником штаба вооружённых сил Литовской Республики, в 1940 году был репрессирован. В 1941 году приговорен к смертной казни и расстрелян в Чкаловской области. Бабка по материнской линии — Стефания Ладигене, первая женщина-депутат литовского Сейма, в 1992 году признана праведником мира за спасение 13-летней девочки Ирены Вейсайте. В 1989 году женился на уроженке Литвы.
Поступил в академию Вест-Пойнт, которую окончил в 1972 году, специализируясь на оказании поддержки при ведении партизанских военных действий. Службу проходил в 82-й воздушно-десантной дивизии Армии США, позже перевёлся в «Зелёные береты», где осваивал управление БПЛА. На протяжении 8 лет Эйва изучал виды оружия для партизанской войны и командовал группой из 12 солдат, специализировавшейся на советском вооружении и тактике.

### Служба в Афганистане
Эйтавичюс присутствовал в Афганистане в 1981—1983 годах в качестве инструктора спецгрупп моджахедов, где следил за советскими военнопленными и дезертирами, при этом запрещая моджахедам приводить в исполнение смертную казнь. Под его надзором находилось как минимум 313 человек, которых Эйва пытался всяческими мерами запугать или переубедить перейти на сторону моджахедов или покинуть страну. Среди пленных был и будущий вице-президент Российской Федерации Александр Руцкой, который отклонил предложения о переходе на сторону противника. В 1983—1988 годах Эйва издавал газету «Afghan Update», в которой критически отзывался о ЦРУ и Госдепе, обвиняя их в саботаже попыток помощи афганцам; был председателем Федерации по американскому действию в Афганистане и Американскому афганскому образовательному фонду:328.

### Поставки оружия в Афганистан
Однако Эйтавичюс был недоволен ходом боевых действий: по его словам, США не оказывали достаточной помощи моджахедам. После начала войны в Афганистане Эйва обратился в Сенат США с резолюцией на имя сенатора Пауля Э. Тоснгаса от штата Массачусетс, в которой призывал оказать достаточную помощь афганским повстанцам, воюющим против советских войск, и обратился к лоббистам выделить средства на эту операцию. После такого заявления были предприняты несколько попыток Госдепа США воспрепятствовать этому. В частности, Говард Б. Шеффер настойчиво требовал от Комитета по международным отношениям при Сенате США отклонить резолюцию, а ЦРУ допросило Эйву под присягой: на него поступали доносы от офицеров Армии США, что Эйва якобы был завербован не то болгарской, не то восточногерманской разведкой:327.
13 августа 1984 года Эйва выступил перед Подкомитетом национальной безопасности Комитета республиканской платформы в Далласе, убедив Республиканскую партию поддержать поставку оружия афганским моджахедам. 3 октября 1984 года 99 сенаторов поддержали резолюцию под номером 74, которая была на следующий день принята и Палатой представителей США. В эфире телеканала ABC Эйва раскритиковал ЦРУ за вмешательство и попытку воспрепятствовать принятию резолюции, а также якобы сокрытию истинной картины от американских телезрителей. Он утверждал, что ЦРУ умышленно не поставлял моджахедам тяжёлое оружие с бронебойными пулями, а только ПЗРК «Стрела-2», которые были крайне неэффективными. Даже самые ярые сторонники поддержки афганцев со стороны США утверждали, что без резолюции положение моджахедов не улучшится. 27 марта 1985 года президент США Рональд Рейган подписал Директиву о национальной безопасности №166, рассекреченную 22 апреля 2010 года и предписывавшую начать поставку тяжёлого вооружения афганским моджахедам, в том числе бронебойных пуль калибра 12,7 мм. Вследствие этого советские войска стали нести больше потерь: моджахеды сбивали вертолёты Ми-24 и Ми-8 гораздо чаще.
В 1986 году после того, как генсеком ЦК КПСС стал М.С.Горбачёв, группа советских войск в Афганистане стала снова наносить удары по моджахедам. Эйтавичюс потребовал расширить поставки оружия афганцам, в том числе ПЗРК «Стингер» и британских 81-мм миномётов с дальностью стрельбы до 8 км, ради чего потребовал усилить давление на ЦРУ: по его словам, заместитель директора ЦРУ Джон Макмэхон, всячески блокировал эту инициативу и должен был либо дать добро на поставку «Стингеров», либо уйти в отставку:416-417. Газета Washington Post писала, что инициатива Эйвы изменит ход войны в пользу моджахедов, которые могут теоретически вывести из строя все восемь крупнейших советских аэродромов в Афганистане. Инициативу Рейгана по поставке миномётов моджахедам всё же заблокировали в ЦРУ, на этот раз по требованию Милтона Бирдена, чему Эйва крайне возмутился. Усилиями Эйвы и заместителя Министра обороны США Майкла Пиллсбери, который отказался от своей должности, поставку «Стингеров» в Афганистан удалось всё же обеспечить.
Об Эйтавичюсе презрительно отзывались в ЦРУ и Пентагоне во время Афганской войны, всячески пытаясь смешать его с грязью и представить его предложения по поставке тяжёлого вооружения в невыгодном свете, хотя позже ЦРУ приписывали себе инициативу о поставке тяжёлого вооружения из Пакистана моджахедам. Однако даже когда поставка была налажена, Госдеп стал тщательно сокращать её объёмы. Эйва жаловался, что американцы были слишком уверены в победе моджахедов: об успехах сообщал Залмай Халилзад, говоря, что моджахеды достаточно быстро захватывают территории. Роберт Пир позже писал, что американцы специально сократили объём поставок «Стингеров» и испанских 120-мм миномётов, пытаясь оправдать это оптимистичными настроениями по поводу действий моджахедов. В 2005 году журнал Time опубликовал результаты расследования, по которому выяснилось, что до 70% поставляемого в Афганистан вооружения не попало в итоге туда из-за вмешательства ЦРУ.

### Деятельность в Литве
В разгар Перестройки Эйтавичюс посетил Литву несколько раз, где провёл переговоры со сторонниками выхода Литвы из состава СССР и начал работу департаментом охраны края Литвы. Считается, что Эйве в качестве консультанта правительства выезжал в районы, закрытые для посещения иностранными гражданами, за что в апреле 1990 года ему был закрыт въезд в СССР. Тем не менее, Эйтавичюс приехал в декабре 1990 года в Вильнюс.

### Иная деятельность
Журналист Лесли Гельб заявляет, что Эйва был инструктором многочисленных антикоммунистических движений не только в Афганистане, но и помогал диссидентам на Украине и Кубе, в Литве и Польше, в Тибете, Курдистане, Лаосе и на индонезийском острове Суматра. В частности, Эйва был инструктором антикоммунистических повстанческих движений в Анголе (УНИТА) и Мозамбике (РЕНАМО). Утверждается о его работе инструктором в АРБиГ (1992—1998), АОК (1999—2000), а также о его текущей поддержке повстанцев в Судане (с 2006) и Белуджистане (с 2009). Эйва называет себя «борцом за свободу», который оказывает поддержку «сопротивляющимся оккупации и геноциду». При этом Эйва не поддержал инициативу размещения многочисленного контингента НАТО в Афганистане, считая, что афганцы должны сами справиться с Талибаном.
В 1983 году Эйва сказал журналисту: «Я никогда не ненавидел русских. Я изучал Россию и стал русофилом, считал, что литовцы и русские находятся в одной лодке, как узники системы, разрушительной для человеческого духа».
В настоящее время Эйва читает разнообразные лекции. 23 февраля 2010 года основатель колледжа Кристендом Уоррен Кэрролл прочёл лекцию «Эндрю Эйва и конец коммунистической Европы» о сотрудничестве Эйвы с диссидентами в Восточной Европе. В феврале 2014 года Эйва запустил сайт Liberation Pulse в поддержку ряда повстанческих движений по всему миру.

## Награды
В 2002 году Андрюс Эйтавичюс указом президента Литовской Республики Валдаса Адамкуса был награждён орденом Великого князя Литовского Гедиминаса, став его командором.
Указом 1K-525 от 3 ноября 2010 в честь празднования Дня литовской армии были награждены многие военные и политические деятели Литвы. Андрюс Эйтавичюс был награждён Орденом Креста Витиса V степени «за заслуги в сфере обороны Литвы», став тем самым кавалером этого ордена. 16 декабря 2011 года он был принят торжественно в посольстве Литвы в США (г. Вашингтон), где рассказал о своём участии в событиях января 1991 года.